# Gideon F. Smith
Gideon Francois Smith (* 20. Oktober 1959 in Uitenhage, Kapprovinz) ist ein südafrikanischer Botaniker. Sein Forschungsschwerpunkt sind die Sukkulenten. Sein botanisches Autorenkürzel lautet „Gideon F.Sm.“

## Leben
Smith ist der Sohn von Gideon Francois und Adriana Johanna Smith, geborene Van Rooyen. Er legte bereits als Schüler Kakteengärten an, die umfangreiche Sukkulentensammlungen beherbergten. Nach seinen Abschlüssen an der Laerskool Handhaaf und der Hoërskool Brandwag in Uitenhage leistete er von 1978 bis 1980 seinen Wehrdienst als Corporal bei der South African Defence Force in Tembe bei Bloemfontein und war anschließend ein weiteres Jahr als Zeitsoldat aktiv. Danach heiratete er seine Schulfreundin El-Marie Olivier, mit der er zwei Töchter (geboren 1987 und 1989) hat. Von 1981 bis 1986, unterbrochen durch die Erlangung des Bachelor of Science in Botanik und Chemie an der Universität von Port Elizabeth (heute Nelson Mandela University) im Jahr 1983, arbeitete er als pharmazeutischer Chemiker am South African Bureau of Standards in Port Elizabeth. Daneben studierte er an der Universität Pretoria, wo er 1986 einen Bachelor of Science mit Auszeichnung erhielt. Von 1986 bis 1992 war er Lecturer an der Potchefstroom-Universität (heute Nordwest-Universität) sowie Kurator des Herbariums der Potchefstroom-Universität. In dieser Zeit forschte Smith über Aloen und ihre genetischen Verwandten. 1991 wurde er mit der Dissertation Contributions to the systematics of selected genera of the Alloideae (Asphodelaceae) unter der Leitung von Abraham Erasmus van Wyk zum Ph.D. an der Universität Pretoria promoviert. Von 1993 bis 1995 war er stellvertretender Forschungsdirektor und 1996 bis 2003 war er Forschungsdirektor des National Botanical Institute (heute South African National Biodiversity Institute (SANBI)). 2003 wurde er leitender Direktor des SANBI. Daneben war er Direktor für Biosystematik, Finanzvorstand und Vorstandsvorsitzender des South African National Biodiversity Institute und ab 1996 Inhaber des John-Acocks-Lehrstuhls für Pflanzenwissenschaften an der Universität Pretoria. Im Januar 2007 wurde er wissenschaftlicher Mitarbeiter an der Universität Coimbra in Portugal. Ferner ist er Honorarprofessor an der Nelson Mandela University.
Smith ist Mitglied der South African Association of Botanists und Fellow der Linnean Society of London. Von 2005 bis 2011 war er Mitarbeiter am Buchprojekt Species Plantarum: Flora of the World und er war im Hauptausschuss der International Association for Plant Taxonomy sowie Mitglied in der Global Taxonomy Initiative und in der African Plants Initiative. Von 1998 bis 2002 war er Präsident der Internationalen Organisation für Sukkulentenforschung. 2003 war er Stipendiat der Cactus and Succulent Society of America. 1999 wurde er zum Ehrenmitglied der Dendrological Society of South Africa gewählt.
Smith gilt als einer der profiliertesten botanischen Autoren Südafrikas. Seine Bibliografie umfasst über 520 Fachartikel, zahlreiche Buchkapitel und populärwissenschaftliche Artikel sowie über 20 Bücher.

## Auszeichnungen und Dedikationsnamen
2003 erhielt Smith die Allen Dyer Medal der Succulent Society of South Africa. Im selben Jahr wurde er mit dem Allen Dyer Prize der National Botanical Institute of South Africa sowie mit dem Merit Certificate der Southern Africa Association for the Advancement of Science ausgezeichnet. 2004 erhielt er den von Fürstin Gracia Patricia von Monaco gestifteten Preis Cactus d’Or (Goldener Kaktus). 2007 wurde er mit der Silver Senior Medal der South African Association of Botanists ausgezeichnet. Im selben Jahr wurde ihm die Ehrenmedaille für Naturwissenschaften und Technik der Suid-Afrikaanse Akademie vir Wetenskap en Kuns verliehen. 2008 wurde Crassula smithii aus der Familie der Dickblattgewächse zu Ehren von Gideon Smith benannt.

## Schriften (Auswahl)
- Mesembs of the world, 1998
- Index Herbariorum: Southern African Supplement, 1999
- Vetplante van Suid-Afrika: ’n gids tot die streekverskeidenheid, 2000 (2. Auflage in 2006)
- Sasol first field guide to aloes of southern Africa, 2003 (weitere Auflagen in 2011 und 2016)
- Sasol first field guide to grasses of Southern Africa, 2004
- Succulents of South Africa: a guide to the regional diversity, 2005
- Cacti and succulents – A complete guide to species, cultivation and care, 2006
- The Garden Succulents Primer, 2008
- Guide to the Garden Succulents, 2008
- The colonial legacy in African plant taxonomy, 2010
- The Southern African What Flower is That?, 2011
- Aloes in Southern Africa, 2011
- Guide to succulents of Southern Africa, 2011
- Guide to the Aloes of South Africa, 2014
- Succulent Paradise, 2014
- Field guide to succulents of Southern Africa, 2017
- Kalanchoe (Crassulaceae) in Southern Africa classification, biology, and cultivation, 2019